# Euonymus leishanensis
Euonymus leishanensis là một loài thực vật có hoa trong họ Dây gối. Loài này được Q.H.Chen mô tả khoa học đầu tiên năm 1999.